# Ancherythroculter daovantieni
Ancherythroculter daovantieni är en fiskart som först beskrevs av Banarescu, 1967.  Ancherythroculter daovantieni ingår i släktet Ancherythroculter och familjen karpfiskar. IUCN kategoriserar arten globalt som otillräckligt studerad. Inga underarter finns listade i Catalogue of Life.